# Ahmed Hassan Koka
Ahmed Hassan Mahgoub – meglio noto come Koka, scritto anche Kouka – (in arabo أحمد حسن محجوب‎?; Cairo, 5 marzo 1993) è un calciatore egiziano, attaccante dell'Al-Ettifaq  e della nazionale egiziana.

## Caratteristiche tecniche
Possente attaccante centrale, in possesso di una discreta agilità - nonostante la stazza - a cui abbina buone doti tecniche, abile a finalizzare in rete i suggerimenti dei compagni.

## Carriera

### Club
Libero da vincoli contrattuali non avendo sottoscritto alcun contratto da professionista con l'Al-Ahly, nel 2011 si accorda a parametro zero con il Rio Ave - in Portogallo - lasciando la società egiziana dopo otto anni trascorsi a livello giovanile.
Esordisce nella massima serie portoghese il 9 dicembre 2012 contro il Paços de Ferreira, sostituendo Yonathan Del Valle al 90'. Il 31 luglio 2014 esordisce in Europa League contro il Göteborg nei turni preliminari della competizione. Sua è la rete che consente alla squadra di vincere l'incontro per 1-0 in trasferta e – in virtù dello 0-0 ottenuto al ritorno – di accedere al turno successivo. Il 24 agosto mette a segno una tripletta all'esordio in campionato contro l'Estoril.
Il 26 agosto 2015 passa allo Sporting Braga in cambio di 700.000 euro, con cui firma un contratto valido per cinque stagioni.
Il 17 agosto 2018 si trasferisce in prestito all'Olympiacos. Termina l'annata segnando 15 reti complessive, tra cui una tripletta in campionato contro l'OFI Creta. Il 21 agosto 2020 passa ai greci a titolo definitivo in cambio di 2 milioni di euro, firmando un accordo valido fino al 2023. L'11 aprile 2021 segna una doppietta nel derby di Atene vinto 3-1 contro il Panathīnaïkos, successo che consente ai greci di conquistare il titolo nazionale per la 46ª volta nella loro storia.
L'8 settembre 2021 passa in prestito al Konyaspor, formazione impegnata nel campionato turco. Mette a segno 8 reti in campionato, contribuendo alla qualificazione della squadra in UEFA Europa Conference League. Terminato il prestito rientra all'Olympiacos, che l'8 settembre 2022 lo cede in prestito per una stagione all'Alanyaspor.
Il 15 settembre 2023 viene ingaggiato dal Pendikspor. Il 9 febbraio 2024 viene ufficializzato il suo ritorno all'Alanyaspor, con cui firma un accordo valido fino al termine della stagione.
Il 31 agosto 2024 è tornato a parametro zero al Rio Ave.
Il 13 gennaio 2025 firma con il Le Havre fino alla fine della stagione.
Il 1° agosto 2025 si trasferisce da svincolato ai sauditi dell'Al-Ettifaq.

### Nazionale
Il 6 marzo 2013 viene convocato per la Coppa d'Africa Under-20, manifestazione vinta dagli egiziani, che ottengono quindi l'accesso ai Mondiali Under-20, disputati nel mese di giugno in Turchia in cui segna due reti contro Iraq e Inghilterra.
Esordisce con i Faraoni il 14 agosto 2013 contro l'Uganda da titolare, segnando una delle tre reti che consentono agli egiziani di vincere l'incontro. Lascia il terreno di gioco al 61' per far posto a Ahmed Hamoudi. Il 4 gennaio 2017 il CT Héctor Cúper lo inserisce nella lista dei 23 convocati che prenderanno parte alla Coppa d'Africa 2017.
Riserva di Marwan Mohsen, prende parte a soli due incontri – da subentrato – prima di subire un infortunio che lo costringe a saltare gli incontri con Burkina Faso e Camerun.
Il 30 dicembre 2023 viene incluso dal CT Rui Vitória nella rosa dei 27 convocati per la fase finale della Coppa d'Africa 2023, disputata in Costa d'Avorio. L'Egitto verrà eliminato agli ottavi di finale dalla RD del Congo ai calci di rigore.

## Statistiche

### Presenze e reti nei club
Statistiche aggiornate al 4 febbraio 2025.
| Stagione          | Squadra           | Campionato        | Campionato | Campionato | Coppe nazionali | Coppe nazionali | Coppe nazionali | Coppe continentali | Coppe continentali | Coppe continentali | Altre coppe | Altre coppe | Altre coppe | Totale | Totale |
| Stagione          | Squadra           | Comp              | Pres       | Reti       | Comp            | Pres            | Reti            | Comp               | Pres               | Reti               | Comp        | Pres        | Reti        | Pres   | Reti   |
| ----------------- | ----------------- | ----------------- | ---------- | ---------- | --------------- | --------------- | --------------- | ------------------ | ------------------ | ------------------ | ----------- | ----------- | ----------- | ------ | ------ |
| 2012-2013         | Rio Ave           | PL                | 17         | 8          | CP+CdL          | 2+6             | 0+2             | -                  | -                  | -                  | -           | -           | -           | 25     | 10     |
| 2013-2014         | Rio Ave           | PL                | 25         | 3          | CP+CdL          | 7+4             | 1+2             | -                  | -                  | -                  | -           | -           | -           | 36     | 6      |
| 2014-2015         | Rio Ave           | PL                | 22         | 12         | CP+CdL          | 3+0             | 2               | UEL                | 9                  | 1                  | SP          | 1           | 0           | 35     | 15     |
| ago. 2015         | Rio Ave           | PL                | 2          | 1          | CP+CdL          | 0               | 0               | -                  | -                  | -                  | -           | -           | -           | 2      | 1      |
| ago. 2015-2016    | Braga             | PL                | 23         | 10         | CP+CdL          | 6+4             | 0+1             | UEL                | 11                 | 3                  | -           | -           | -           | 44     | 14     |
| 2016-2017         | Braga             | PL                | 14         | 2          | CP+CdL          | 1+1             | 0               | UEL                | 6                  | 2                  | SP          | 1           | 0           | 23     | 4      |
| 2017-2018         | Braga             | PL                | 20         | 5          | CP+CdL          | 1+3             | 0               | UEL                | 10                 | 1                  | -           | -           | -           | 34     | 6      |
| 2018-2019         | Olympiakos        | SL                | 22         | 11         | CG              | 5               | 2               | UEL                | 5                  | 2                  | -           | -           | -           | 32     | 15     |
| 2019-gen. 2020    | Braga             | PL                | 6          | 1          | CP+CdL          | 0               | 0               | UEL                | 1                  | 0                  | -           | -           | -           | 7      | 1      |
| Totale Braga      | Totale Braga      | Totale Braga      | 63         | 18         |                 | 16              | 1               |                    | 28                 | 6                  |             | 1           | 0           | 108    | 25     |
| gen.-giu. 2020    | Olympiacos        | SL                | 5+9        | 2+4        | CG              | 4               | 2               | UEL                | 1                  | 0                  | -           | -           | -           | 19     | 8      |
| 2020-2021         | Olympiacos        | SL                | 17+8       | 8+2        | CG              | 7               | 3               | UCL+UEL            | 4+3                | 1+1                | -           | -           | -           | 39     | 15     |
| set. 2021         | Olympiacos        | SL                | 0          | 0          | CG              | 0               | 0               | UCL+UEL            | 4+1                | 0                  | -           | -           | -           | 5      | 0      |
| set. 2021-2022    | Konyaspor         | SL                | 30         | 8          | TK              | 3               | 3               | -                  | -                  | -                  | -           | -           | -           | 33     | 11     |
| set. 2022         | Olympiacos        | SL                | 1          | 0          | CG              | 0               | 0               | UCL+UEL            | 0+1                | 0                  | -           | -           | -           | 2      | 0      |
| Totale Olympiakos | Totale Olympiakos | Totale Olympiakos | 62         | 27         |                 | 16              | 7               |                    | 19                 | 4                  |             | -           | -           | 97     | 38     |
| set. 2022-2023    | Alanyaspor        | SL                | 24         | 10         | TK              | 2               | 1               | -                  | -                  | -                  | -           | -           | -           | 26     | 11     |
| 2023-feb. 2024    | Pendikspor        | SL                | 4          | 0          | TK              | 1               | 3               | -                  | -                  | -                  | -           | -           | -           | 5      | 3      |
| feb.-giu. 2024    | Alanyaspor        | SL                | 12         | 6          | TK              | -               | -               | -                  | -                  | -                  | -           | -           | -           | 12     | 6      |
| Totale Alanyaspor | Totale Alanyaspor | Totale Alanyaspor | 36         | 16         |                 | 2               | 1               |                    | -                  | -                  |             | -           | -           | 38     | 17     |
| 2024-gen. 2025    | Rio Ave           | PL                | 9          | 1          | TP+TL           | 2+0             | 1+0             | -                  | -                  | -                  | -           | -           | -           | 11     | 2      |
| Totale Rio Ave    | Totale Rio Ave    | Totale Rio Ave    | 75         | 25         |                 | 24              | 8               |                    | 9                  | 1                  |             | 1           | 0           | 109    | 34     |
| gen.-giu. 2025    | Le Havre          | L1                | 3          | 0          | CF              | 0               | 0               | -                  | -                  | -                  | -           | -           | -           | 3      | 0      |
| Totale carriera   | Totale carriera   | Totale carriera   | 273        | 94         |                 | 62              | 23              |                    | 56                 | 11                 |             | 2           | 0           | 393    | 128    |

### Cronologia presenze e reti in nazionale
| Cronologia completa delle presenze e delle reti in nazionale ― Egitto | Cronologia completa delle presenze e delle reti in nazionale ― Egitto | Cronologia completa delle presenze e delle reti in nazionale ― Egitto | Cronologia completa delle presenze e delle reti in nazionale ― Egitto | Cronologia completa delle presenze e delle reti in nazionale ― Egitto | Cronologia completa delle presenze e delle reti in nazionale ― Egitto | Cronologia completa delle presenze e delle reti in nazionale ― Egitto | Cronologia completa delle presenze e delle reti in nazionale ― Egitto |
| Data                                                                  | Città                                                                 | In casa                                                               | Risultato                                                             | Ospiti                                                                | Competizione                                                          | Reti                                                                  | Note                                                                  |
| --------------------------------------------------------------------- | --------------------------------------------------------------------- | --------------------------------------------------------------------- | --------------------------------------------------------------------- | --------------------------------------------------------------------- | --------------------------------------------------------------------- | --------------------------------------------------------------------- | --------------------------------------------------------------------- |
| 14-8-2013                                                             | El Gouna                                                              | Egitto                                                                | 3 – 0                                                                 | Uganda                                                                | Amichevole                                                            | 1                                                                     | 61’                                                                   |
| 5-9-2014                                                              | Dakar                                                                 | Senegal                                                               | 2 – 0                                                                 | Egitto                                                                | Qual. Coppa d'Africa 2015                                             | -                                                                     | 81’                                                                   |
| 10-9-2014                                                             | Il Cairo                                                              | Egitto                                                                | 0 – 1                                                                 | Tunisia                                                               | Qual. Coppa d'Africa 2015                                             | -                                                                     | 57’                                                                   |
| 11-10-2015                                                            | Abu Dhabi                                                             | Egitto                                                                | 3 – 0                                                                 | Zambia                                                                | Amichevole                                                            | 2                                                                     | 65’                                                                   |
| 14-11-2015                                                            | N'Djamena                                                             | Ciad                                                                  | 1 – 0                                                                 | Egitto                                                                | Qual. Mondiali 2018                                                   | -                                                                     |                                                                       |
| 17-11-2015                                                            | Alessandria d'Egitto                                                  | Egitto                                                                | 4 – 0                                                                 | Ciad                                                                  | Qual. Mondiali 2018                                                   | 2                                                                     | 81’                                                                   |
| 25-3-2016                                                             | Kaduna                                                                | Nigeria                                                               | 1 – 1                                                                 | Egitto                                                                | Qual. Coppa d'Africa 2017                                             | -                                                                     | 61’                                                                   |
| 4-6-2016                                                              | Dar es Salaam                                                         | Tanzania                                                              | 0 – 2                                                                 | Egitto                                                                | Qual. Coppa d'Africa 2017                                             | -                                                                     | 64’                                                                   |
| 6-9-2016                                                              | Johannesburg                                                          | Sudafrica                                                             | 1 – 0                                                                 | Egitto                                                                | Amichevole                                                            | -                                                                     | 80’                                                                   |
| 9-10-2016                                                             | Brazzaville                                                           | Rep. del Congo                                                        | 1 – 2                                                                 | Egitto                                                                | Qual. Mondiali 2018                                                   | -                                                                     | 71’                                                                   |
| 8-1-2017                                                              | Il Cairo                                                              | Egitto                                                                | 1 – 0                                                                 | Tunisia                                                               | Amichevole                                                            | -                                                                     | 46’                                                                   |
| 17-1-2017                                                             | Port-Gentil                                                           | Mali                                                                  | 0 – 0                                                                 | Egitto                                                                | Coppa d'Africa 2017 - 1º turno                                        | -                                                                     | 76’                                                                   |
| 29-1-2017                                                             | Port-Gentil                                                           | Egitto                                                                | 1 – 0                                                                 | Marocco                                                               | Coppa d'Africa 2017 - Quarti di finale                                | -                                                                     | 43’                                                                   |
| 5-9-2017                                                              | Alessandria d'Egitto                                                  | Egitto                                                                | 1 – 0                                                                 | Uganda                                                                | Qual. Mondiali 2018                                                   | -                                                                     | 77’                                                                   |
| 8-10-2017                                                             | Alessandria d'Egitto                                                  | Egitto                                                                | 2 – 1                                                                 | Rep. del Congo                                                        | Qual. Mondiali 2018                                                   | -                                                                     | 77’                                                                   |
| 23-3-2018                                                             | Zurigo                                                                | Portogallo                                                            | 2 – 1                                                                 | Egitto                                                                | Amichevole                                                            | -                                                                     | 62’                                                                   |
| 25-5-2018                                                             | Madinat al-Kuwait                                                     | Kuwait                                                                | 1 – 1                                                                 | Egitto                                                                | Amichevole                                                            | -                                                                     | 46’                                                                   |
| 12-10-2018                                                            | Il Cairo                                                              | Egitto                                                                | 4 – 1                                                                 | eSwatini                                                              | Qual. Coppa d'Africa 2019                                             | -                                                                     | 46’                                                                   |
| 16-10-2018                                                            | Manzini                                                               | eSwatini                                                              | 0 – 2                                                                 | Egitto                                                                | Qual. Coppa d'Africa 2019                                             | -                                                                     | 46’ 85’                                                               |
| 22-3-2019                                                             | Niamey                                                                | Niger                                                                 | 1 – 1                                                                 | Egitto                                                                | Qual. Coppa d'Africa 2019                                             | -                                                                     | 79’                                                                   |
| 26-3-2019                                                             | Asaba                                                                 | Nigeria                                                               | 1 – 0                                                                 | Egitto                                                                | Amichevole                                                            | -                                                                     | 69’                                                                   |
| 13-6-2019                                                             | Alessandria d'Egitto                                                  | Egitto                                                                | 1 – 0                                                                 | Tanzania                                                              | Amichevole                                                            | -                                                                     | 46’                                                                   |
| 26-6-2019                                                             | Il Cairo                                                              | Egitto                                                                | 2 – 0                                                                 | RD del Congo                                                          | Coppa d'Africa 2019 - 1º turno                                        | -                                                                     | 59’                                                                   |
| 30-6-2019                                                             | Il Cairo                                                              | Uganda                                                                | 0 – 2                                                                 | Egitto                                                                | Coppa d'Africa 2019 - 1º turno                                        | -                                                                     | 24’                                                                   |
| 13-10-2019                                                            | Alessandria d'Egitto                                                  | Egitto                                                                | 1 – 0                                                                 | Botswana                                                              | Amichevole                                                            | -                                                                     | 68’                                                                   |
| 17-11-2020                                                            | Lomé                                                                  | Togo                                                                  | 1 – 3                                                                 | Egitto                                                                | Qual. Coppa d'Africa 2021                                             | -                                                                     | 56’                                                                   |
| 8-10-2021                                                             | Alessandria d'Egitto                                                  | Egitto                                                                | 1 – 0                                                                 | Libia                                                                 | Qual. Mondiali 2022                                                   | -                                                                     | 90+2’                                                                 |
| 23-9-2022                                                             | Alessandria d'Egitto                                                  | Egitto                                                                | 3 – 0                                                                 | Niger                                                                 | Amichevole                                                            | -                                                                     | 74’                                                                   |
| 27-9-2022                                                             | Alessandria d'Egitto                                                  | Egitto                                                                | 3 – 0                                                                 | Liberia                                                               | Amichevole                                                            | 1                                                                     |                                                                       |
| 18-11-2022                                                            | Al Kuwait                                                             | Belgio                                                                | 1 – 2                                                                 | Egitto                                                                | Amichevole                                                            | -                                                                     | 88’                                                                   |
| 28-3-2023                                                             | Lilongwe                                                              | Malawi                                                                | 0 – 4                                                                 | Egitto                                                                | Qual. Coppa d'Africa 2023                                             | -                                                                     | 75’                                                                   |
| 14-1-2024                                                             | Abidjan                                                               | Egitto                                                                | 2 – 2                                                                 | Mozambico                                                             | Coppa d'Africa 2023 - 1º turno                                        | -                                                                     | 84’                                                                   |
| 26-3-2024                                                             | Il Cairo                                                              | Egitto                                                                | 2 – 4                                                                 | Croazia                                                               | Amichevole                                                            | -                                                                     | 46’                                                                   |
| 10-9-2024                                                             | Francistown                                                           | Botswana                                                              | 0 – 4                                                                 | Egitto                                                                | Qual. Coppa d'Africa 2025                                             | -                                                                     | 75’                                                                   |
| Totale                                                                |                                                                       | Presenze                                                              | 34                                                                    |                                                                       | Reti                                                                  | 6                                                                     |                                                                       |

## Palmarès

### Club

#### Competizioni nazionali
- Coppa del Portogallo: 1

Sporting Braga: 2015-2016
- Coppa di Lega portoghese: 1

Braga: 2019-2020
- Campionato greco: 2

Olympiakos: 2019-2020, 2020-2021
- Coppa di Grecia: 1

Olympiakos: 2019-2020

### Nazionale
- Coppa delle Nazioni Africane Under-20: 1

Algeria 2013